# Ворсо Тауншип (округ Джефферсон, Пенсільванія)
Ворсо Тауншип (англ. Warsaw Township) — селище (англ. township) в США, в окрузі Джефферсон штату Пенсільванія. Населення — 1368 осіб (2020).

## Демографія
Згідно з переписом 2010 року, у селищі мешкали 1424 особи в 530 домогосподарствах у складі 406 родин. Було 797 помешкань
Расовий склад населення:
| - 99,1 % — білих - 0,3 % — корінних американців - 0,1 % — чорних або афроамериканців |

До двох чи більше рас належало 0,4 %. Частка іспаномовних становила 0,9 % від усіх жителів.
За віковим діапазоном населення розподілялося таким чином: 23,8 % — особи молодші 18 років, 60,3 % — особи у віці 18—64 років, 15,9 % — особи у віці 65 років та старші. Медіана віку мешканця становила 41,3 року. На 100 осіб жіночої статі у селищі припадало 105,5 чоловіків;  на 100 жінок у віці від 18 років та старших — 103,2 чоловіків також старших 18 років.
Середній дохід на одне домашнє господарство  становив 53 316 доларів США (медіана — 41 645), а середній дохід на одну сім'ю — 58 336 доларів (медіана — 50 227). Медіана доходів становила 40 350 доларів для чоловіків та 26 146 доларів для жінок. За межею бідності перебувало 19,8 % осіб, у тому числі 42,7 % дітей у віці до 18 років та 4,5 % осіб у віці 65 років та старших.
Цивільне працевлаштоване населення становило 610 осіб. Основні галузі зайнятості: виробництво — 22,5 %, освіта, охорона здоров'я та соціальна допомога — 16,1 %, транспорт — 13,6 %.